# Антологія української морської поезії
«Антологія української морської поезії» — антологія, упорядкована Анатолієм Глущаком, яка подає твори українських поетів мариністичної тематики від Тараса Шевченка до сучасних авторів. Видання вийшло друком в 2004 році у видавництві «Маяк» (Одеса). 
Антологія має невелику передмову упорядника Анатолія Глущака.

## Короткий опис
Широко представлені класики української літератури та їхні тврои з морськими мотивами: Пантелеймон Куліш, Олександр Кониський, Михайло Старицький, Іван Франко, Леся Українка, Агатангел Кримський, Микола Вороний, Павло Тичина, Михайль Семенко, Микола Зеров, Михайло Драй-Хмара, Максим Рильський, Євген Плужник, Олекса Влизько, Майк Йогансен, Євген Маланюк, Василь Мисик, Богдан-Ігор Антонич, Михайло Орест та ін.
До антології вміщено багато творів сучасних українських поетів як "материкових" та і діаспорних, серед яких:
- Дмитро Павличко
- Ліна Костенко
- Іван Драч
- Борис Нечерда
- Леонід Талалай
- Анатолій Глущак
- Ігор Павлюк
- Петро Осадчук
- Василь Голобородько
- Василь Барка
- Роман Бабовал
- Емма Андієвська
- Богдан Рубчак
- Михайло Ткач
- Леонід Тендюк
- Станіслав Тельнюк
- Анатолій Бортняк
- Анатолій Таран
- Євген Гуцало
- Дмитро Кремінь
- Микола Семенюк
- Віктор Кордун
- Тарас Сергійчук
- Любов Голота
- Ігор Римарук
- Іван Малкович
- Василь Махно

## Джерело
- «Антологія української морської поезії» // Літературознавча енциклопедія : у 2 т. / авт.-уклад. Ю. І. Ковалів. — Київ : ВЦ «Академія», 2007. — А — Л. — 608 с. — С. 79.